# Brad Johnson (Footballspieler)
James Bradley Johnson (* 13. September 1968 in Marietta, Georgia) ist ein US-amerikanischer ehemaliger American-Football-Spieler auf der Position des Quarterbacks. Er spielte in der National Football League (NFL), zuletzt für die Dallas Cowboys.

## Spielerlaufbahn

### College
Johnson spielte Football und Basketball für die Mannschaft der Florida State University den Florida State Seminoles. Während seiner Laufbahn im College Football erlebte er die ersten Höhe und Tiefen und kam lediglich in seiner letzten Spielzeit 1991 zu einer nennenswerten Anzahl von Einsätzen. Trotzdem vervollständigte er während seiner Laufbahn 66,9 % seiner Passversuche und erzielte acht Touchdowns.

### Profikarriere
Johnsons Profikarriere begann schleppend. Erst in der achten Runde der NFL Draft 1992 wurde er von den Minnesota Vikings an 227. Stelle ausgewählt. Quarterbacks, die weit vor ihm verpflichtet wurden, wie David Klingler oder Tommy Maddox kamen nicht an Johnsons Erfolge heran.
Wie seine Collegelaufbahn verlief auch die Profikarriere von Johnson am Anfang sehr wechselhaft. Bei den Vikings konnte er sich zunächst nicht durchsetzen und kam erst 1994 und 1995 zu einigen wenigen Einsätzen. 1996 gaben die Vikings Johnson an die NFL Europe zu den London Monarchs ab. Johnson sollte dort Erfahrung sammeln. Obwohl die Mannschaft der Monarchs in diesem Jahr allenfalls Mittelmaß darstellte, gelang es Johnson zu überzeugen und zu den Vikings zurückzukehren. Nachdem sich der etatmäßige Quarterback der Vikings, Warren Moon, in der Saison 1996 verletzt hatte, kam Johnsons Zeit als Starter. Er warf 17 Touchdowns bei zehn Interceptions und konnte sich so seinen Stammplatz sichern. Die Vikings zogen in die Play-offs ein, mussten sich dort aber den Dallas Cowboys mit 40:15 geschlagen geben. 1997 folgte ein weiteres erfolgreiches Jahr bei den Vikings. Ihm gelangen 20 Touchdowns. Hier gelang ihm auch einer der kuriosesten Spielzüge der NFL-Geschichte, als im Spiel gegen die Carolina Panthers sein Wurf geblockt wurde, er den Football aus der Luft griff und ihn in die Endzone zum Touchdown rannte. Johnson war der erste NFL-Spieler, der einen Touchdown-Wurf auf sich selbst vollendete. Bei der Wahl der „glücklichsten Spielzüge der NFL“ auf NFL.com erreichte dieser „Selbst-Touchdown“ Platz 9.
1998 verlor Johnson seinen Stammplatz an Randall Cunningham, der selbst eine überragende Saison spielte. Die Mannschaft verlor erst im NFC Championship Game gegen die Atlanta Falcons. Da es für den Trainer der Vikings, Dennis Green, unwahrscheinlich erschien, dass Johnson Cunningham nochmals verdrängen würde können (zumal von den Vikings mit Daunte Culpepper ein junger Quarterback hinzu verpflichtet wurde), wurde Johnson zu den Washington Redskins abgegeben. Ein Umstand der in Minneapolis bald auf Unverständnis stoßen sollte, da Johnsons individuelle Leistungen bei den Redskins in der darauffolgenden Saison herausragend waren. Er warf 1999 Pässe für einen Raumgewinn von insgesamt 4005 Yards, den zweit meisten die ein Quarterback dieser Mannschaft jemals erzielt hatte. Seinen 24 Touchdowns standen 13 Interception gegenüber. Der Einzug in die Play-offs war die Folge, dort scheiterte er aber im Spiel gegen die Tampa Bay Buccaneers knapp mit 14:13. Nach einem weiteren – diesmal erfolglosen – Jahr in Washington, D.C. wechselte er dann 2001 zu den Buccaneers.
Vor der Saison 2002 hatte die Mannschaft aus Florida Jon Gruden als neuen Trainer von den Oakland Raiders verpflichtet. Gegen die Mannschaft aus Oakland spielten die Buccaneers am 26. Januar 2003 im Super Bowl XXXVII in San Diego. Gruden, der die Spieler der gegnerischen Mannschaft natürlich sehr gut kannte, stellte sein neues Team sehr gut ein. Der Super Bowl ging mit 48:21 nach Florida. Johnson selbst erzielte zwei Touchdowns.
2004 verlor Johnson seinen Stammplatz in Tampa an Brian Griese und wechselte im Jahr darauf zurück zu den Vikings. Dort verdrängte er Culpepper verletzungsbedingt als Nummer 1 auf der Position des Quarterbacks, konnte aber mit seiner Mannschaft nicht in die Play-offs einziehen.
Seit 2007 war Johnson zweiter Quarterback bei den Dallas Cowboys hinter Tony Romo. Johnson sollte in den nächsten drei Jahren mit seiner Erfahrung helfen Romo an die Weltspitze heranzuführen, wurde aber im Februar 2009 entlassen und durch Jon Kitna ersetzt.
Während seiner NFL-Zeit wurden 61,8 % seiner Pässe gefangen. In 13 aufeinanderfolgenden Spielzeiten konnten 60 % seiner Pässe gefangen werden. Damit war er der erste und bis heute (2012) einzige dem dies gelang. 2002 hatte er das höchste Quarterback Rating in der National Football Conference. Er selbst erzielte durch Pässe 166 Touchdowns bei 122 Interceptions während der Spiele der Regular Season. Acht Touchdowns konnte er selbst erlaufen.

## Ehrungen
Johnson spielte 1999 und 2002 im Pro Bowl, 2003 gewann er die Quarterback Challenge.

## Außerhalb des Spielfelds
Johnson ist verheiratet und hat zwei Söhne. Er engagiert sich sozial und unterstützt diverse Organisationen im Kampf gegen Krankheiten, von denen Kinder betroffen sind.